# Thoothukudi (Distrikt)
Der Distrikt Thoothukudi (Tamil: தூத்துக்குடி மாவட்டம்), bis 1997 Distrikt Chidambaranar, selten auch anglisiert Tuticorin, ist ein Distrikt des indischen Bundesstaates Tamil Nadu. Verwaltungszentrum ist die namensgebende Stadt Thoothukudi. Der Distrikt Thoothukudi hat eine Fläche von 4.745 Quadratkilometern und rund 1,8 Millionen Einwohner (Volkszählung 2011).

## Geografie

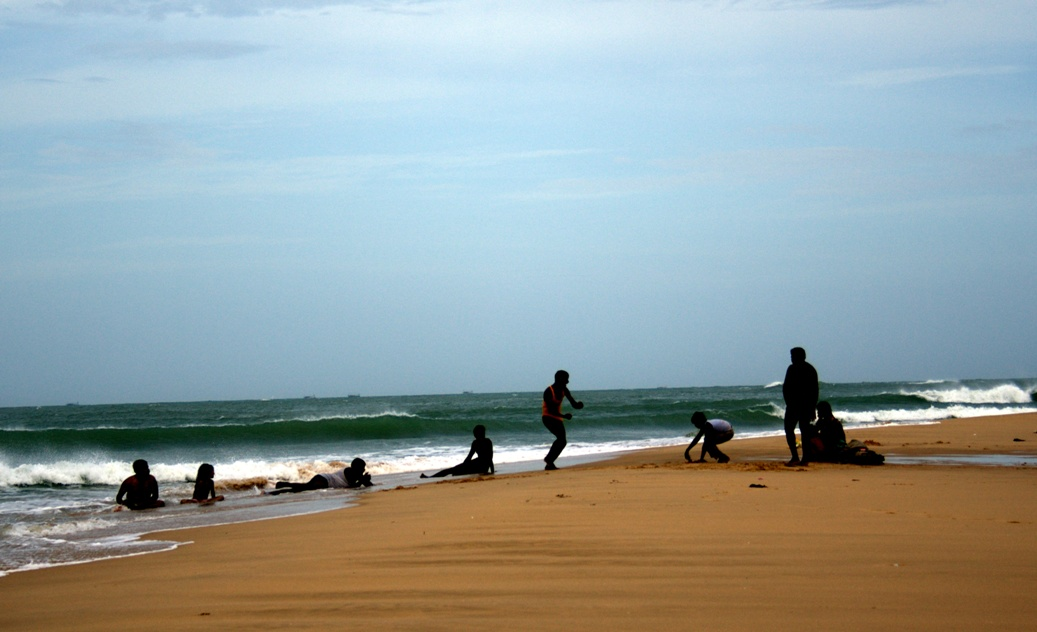
Strand im Fischerdorf Manapad

Der Distrikt Thoothukudi liegt im Süden Tamil Nadus nahe der Südspitze Indiens an der Küste des Golfs von Mannar. Nachbardistrikte sind Tirunelveli im Westen, Virudhunagar im Norden und Ramanathapuram im Nordosten.
Die Fläche des Distrikts Thoothukudi beträgt 4.745 Quadratkilometer. Das Gebiet des Distrikts gehört zur südlichen Küstenebene Tamil Nadus. Der Thamirabarani-Fluss fließt durch den südlichen Teil des Distriktgebiets und mündet südlich von Thoothukudi in den Golf von Mannar.
Im Distrikt Thoothukudi herrscht ein wechselfeuchtes Tropenklima vor. Die Jahresmitteltemperatur in Thoothukudi beträgt 29,2 °C, das Jahresmittel des Niederschlages liegt bei 621 mm. Durch die Lage im Regenschatten der Westghats ist das Klima trockener als in anderen Teilen Tamil Nadus. Die meisten Niederschläge fallen während des Nordostmonsuns zwischen Oktober und Dezember.

## Geschichte

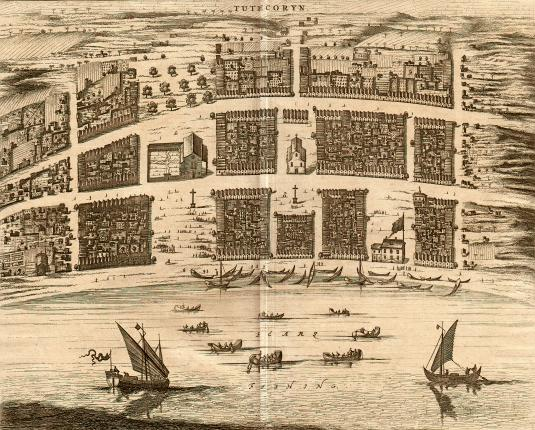
Ansicht von Tuticorin, niederländischer Kupferstich, 1752

Im Altertum gehörte das Gebiet des heutigen Distrikts zum Pandya-Königreich. Das an der Mündung des Thamirabarani-Flusses gelegene Korkai war der Haupthafen der Pandyas. Es wird in der alttamilischen Sangam-Literatur, die wahrscheinlich aus den ersten Jahrhunderten n. Chr. stammt, erwähnt und tritt als Kolchoi in antiken griechisch-römischen Quellen auf. Nach dem Verlanden des Hafens von Korkai wurde das nahegelegene Kayal (heute Palayakayal) zu einem wichtigen Handelsplatz. Wahrscheinlich ist das heutige Palayakayal mit dem 1292 von Marco Polo besuchten Hafen Cael identisch. Nachdem auch dieser Hafen zu verlanden begonnen hatte, wurde wahrscheinlich ab dem 14. Jahrhundert die muslimische Hafenstadt Kayalpattinam zum Zentrum des Überseehandels.
Das Gebiet des heutigen Distrikts kam bereits früh unter den Einfluss der europäischen Kolonialmächte. Im 16. Jahrhundert begründeten die Portugiesen ihre Präsenz an der Fischereiküste. Der spanische Jesuit Franz Xaver wirkte in den 1540er Jahren als Missionar in der Region und bewirkte die Konversion der Fischerkaste der Paravar zum Christentum. Der wichtigste portugiesische Stützpunkt war zunächst Punnaikayal (Punicale), ab den 1580er Jahren dann Thoothukudi (Tuticorin). 1658 eroberten die Niederländer die Stadt. Im späten 18. und frühen 19. Jahrhundert war Thoothukudi zwischen den Niederländern und Briten umkämpft und wechselte mehrmals den Besitzer, ehe es 1782 endgültig unter die Kontrolle der Britischen Ostindien-Kompanie kam.
Während der britischen Kolonialzeit wurde die Gegend von Thoothukudi als Teil des Distrikts Tirunelveli (Tinnevelly) in die Provinz Madras eingegliedert. Nach der indischen Unabhängigkeit 1947 kam das Gebiet an den neuformierten Bundesstaat Madras (heute Tamil Nadu). Als eigenständiger Distrikt existiert Thoothukudi seit dem 20. Oktober 1986, als er vom Distrikt Tirunelveli abgespalten wurde. Der Distrikt trug zunächst den Namen Distrikt Chidambaranar, nach dem Aktivisten gegen die britische Kolonialherrschaft V. O. Chidambaram Pillai (1872–1936), der aus dem Dorf Ottapidaram im Distrikt stammte. 1997 wurde der Distrikt zusammen mit anderen Distrikten, die ebenfalls nach Personen der indischen Emanzipationsbewegung benannt worden waren, nach dem Namen der Distrikthauptstadt umbenannt.

## Bevölkerung

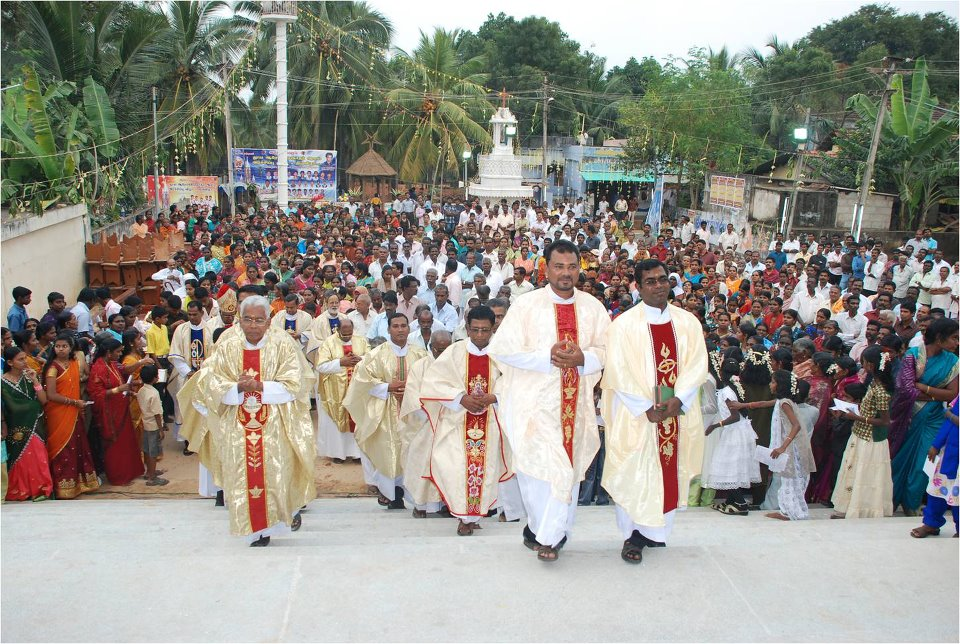
Kirchgänger in Arockiapuram, einem Stadtteil von Thoothukudi

Bei der indischen Volkszählung 2011 hatte der Distrikt Thoothukudi 1.750.176 Einwohner. Die Bevölkerungsdichte lag mit 369 Einwohnern pro Quadratkilometer deutlich unter dem Durchschnitt Tamil Nadus (555 Einwohner pro Quadratkilometer). 50 Prozent der Einwohner des Distrikts lebten in Städten. Der Urbanisierungsgrad entsprach damit dem Mittelwert des Bundesstaates (48 Prozent). 20 Prozent der Einwohner des Distrikts waren Angehörige registrierter niederer Kasten (Scheduled Castes). Die Alphabetisierungsquote lag mit 86 Prozent über dem Durchschnitt Tamil Nadus (80 Prozent).
Unter den Einwohnern des Distrikts Thoothukudi stellten die Hindus nach der Volkszählung 2011 mit 79 Prozent die Mehrheit. Daneben gab es eine bedeutende christliche Minderheit von 17 Prozent. Muslime stellten knapp 5 Prozent der Bevölkerung. Die christlichen und muslimischen Minderheiten konzentrieren sich vor allem entlang der Küste. Der hohe christliche Bevölkerungsanteil erklärt sich durch die Konversion der Fischerkaste der Paravar durch den Missionar Franz Xaver im 16. Jahrhundert. Der Islam gelangte durch den Seehandel mit der Arabischen Halbinsel bereits früh in die Küstengebiete Südindiens. Die im Distrikt Thoothukudi gelegene Stadt Kayalpattinam war ein Zentrum des Arabienhandels und der islamischen Kultur in Tamil Nadu und ist bis heute stark muslimisch geprägt.
Die Hauptsprache im Distrikt Thoothukudi wie in ganz Tamil Nadu das Tamil. Bei der Volkszählung 2001 wurde es von 98 Prozent der Einwohner des Distrikts als Muttersprache gesprochen. Daneben gab es eine kleine Minderheit von Sprechern des Telugu (2 Prozent).

## Wirtschaft
Die Distrikthauptstadt Thoothukudi ist ein Industriestandort und beherbergt einen der zwölf größten Überseehäfen Indiens. Traditionell ist die Perlenfischerei der Haupterwerbszweig der Bevölkerung im Küstengebiet um Thoothukudi. Heute werden Perlmuscheln industriell in Perlfarmen gezüchtet. Daneben wird in großem Umfang Salz gewonnen: 30 % des in ganz Indien produzierten Salzes stammt aus dem Distrikt Thoothukudi.

## Sehenswürdigkeiten

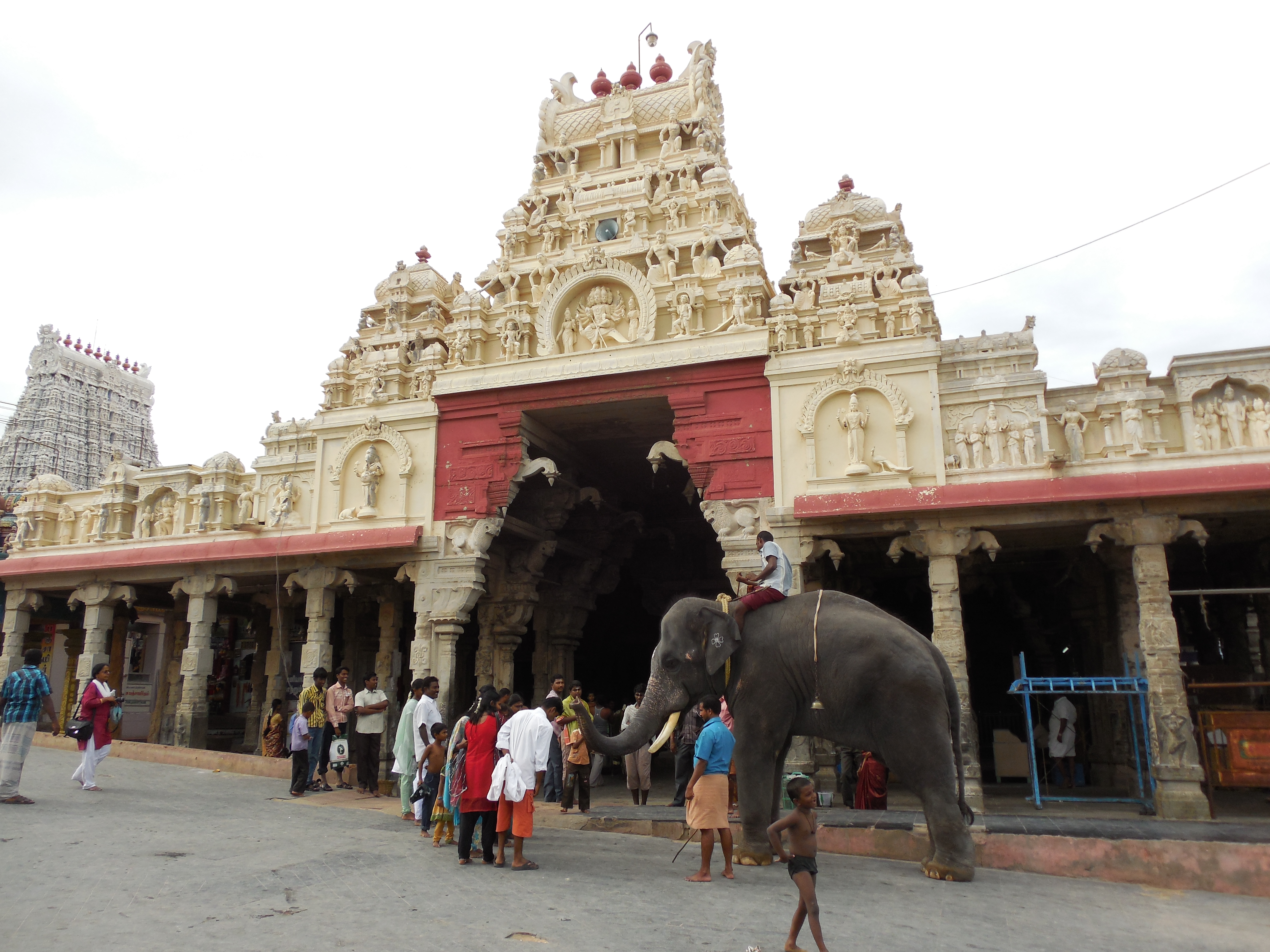
Eingang des Murugan-Tempels in Tiruchendur

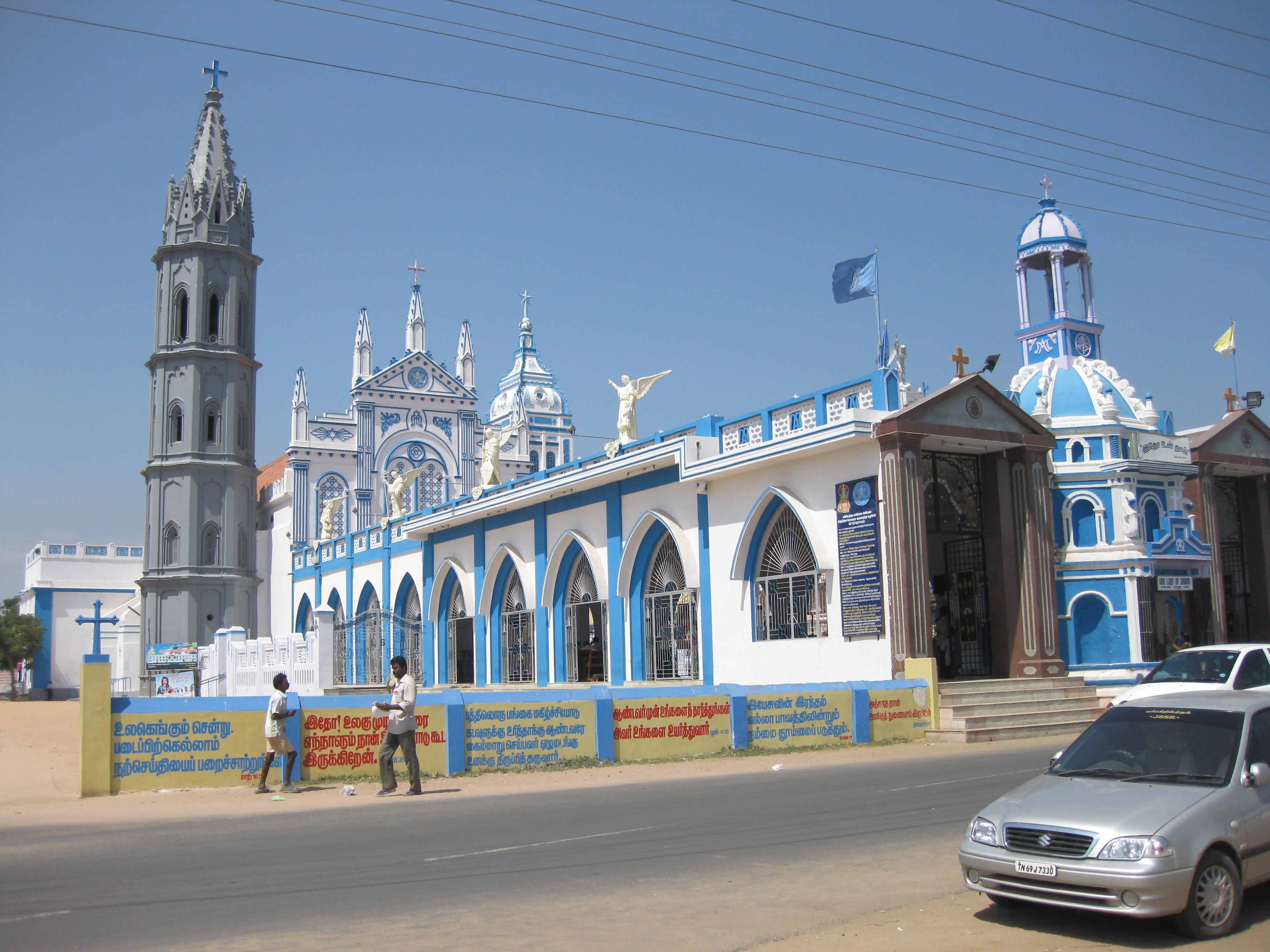
Basilika Our Lady of Snow in Thoothukudi

Im Distrikt Thoothukudi befindet sich mit Tiruchendur eine von sechs Wallfahrtsstätten (Arupadaividu) des Hindu-Gottes Murugan. Dem Mythos zufolge soll Murugan an dieser Stelle den Dämon Surapadman besiegt haben. Der direkt am Meer gelegene Murugan-Tempel von Tiruchendur ist ein bedeutender Pilgerort und zieht vor allem während des Skanda-Sasti-Festes im tamilischen Monat Aippasi (Oktober–November) zahlreiche Gläubige an.
Zahlreiche weitere Hindu-Tempel finden sich entlang des Thamirabarani-Flusses. Hier ist vor allem die Kleinstadt Alwarthirunagari zu nennen, der Geburtsort des vishnuitischen Dichterheiligen Nammalvar. Alwarthirunagari beherbergt den Gott Vishnu geweihten Adinatha-Tempel, der auf das 13. Jahrhundert zurückgeht, in seiner heutigen Bausubstanz aber im Wesentlichen aus dem 16.–17. Jahrhundert stammt.
An die koloniale Vergangenheit des Distrikts Thoothukudi erinnern mehrere Kirchenbauten aus der Zeit der portugiesischen Herrschaft. In Thoothukudi selbst befindet sich die 1718 erbaute Basilika Our Lady of Snow (Panimaya Matha). Die Kirche im Fischerdorf Manapad geht auf das Jahr 1581 zurück und soll ein Fragment des Heiligen Kreuzes beherbergen. In der islamisch geprägten Stadt Kayalpattinam finden sich zahlreiche Moscheen. Deren älteste ist die Al-Kabir-Moschee aus dem Jahr 1337.
In Adichanallur am Südufer des Thamirabarani-Flusses lassen sich die Ausgrabungen einer eisenzeitlichen Begräbnisstätte besichtigen. Die im Nordteil des Distrikts gelegene Kleinstadt Kalugumalai beherbergt einen unvollendeten monolithischen Tempel, der während der Pandya-Zeit ab dem 8. Jahrhundert aus dem Fels gehauen wurde, sowie eine Reihe jainistischer Felsreliefs.

## Verwaltungsgliederung
Der Distrikt Thoothukudi war 2011 in 8 Taluks (Subdistrikte) gegliedert.
| Taluk        | Hauptort     | Einwohner (2011) |
| ------------ | ------------ | ---------------- |
| Ettayapuram  | Ettayapuram  | 74.991           |
| Kovilpatti   | Kovilpatti   | 321.323          |
| Ottapidaram  | Ottapidaram  | 123.356          |
| Sathankulam  | Sathankulam  | 98.690           |
| Srivaikuntam | Srivaikuntam | 202.962          |
| Thoothukudi  | Thoothukudi  | 478.328          |
| Tiruchendur  | Tiruchendur  | 310.945          |
| Vilathikulam | Vilathikulam | 139.581          |

## Städte
Im Distrikt Thoothukudi gibt es eine Großstadt (Municipal Corporation), zwei Städte mit eigener Stadtverwaltung (Municipalities), 19 nach dem Panchayat-System verwaltete Kleinstädte (Town Panchayats) und 13 Zensusstädte (Census Towns). Angegeben ist die Einwohnerzahl nach der Volkszählung 2011.
Municipal Corporation
- Thoothukudi (237.830)

Municipalities
- Kayalpattinam (40.588)
- Kovilpatti (95.057)

Town Panchayats
- Alwarthirunagari (9.289)
- Arumuganeri (27.266)
- Athur (10.138)
- Eral (9.478)
- Ettayapuram (12.772)
- Kadambur (4.155)
- Kalugumalai (14.738)
- Kanam (3.134)
- Kayatharu (10.400)
- Nazerath (16.584)
- Perungulam (7.203)
- Sathankulam (14.193)
- Sayapuram (12.792)
- Srivaikuntam (15.847)
- Thenthiruperai (4.934)
- Tiruchendur (32.171)
- Udangudi (19.738)
- V. Pudur (8.891)
- Vilathikulam (15.277)

Zensusstädte
- Athimarapatti (22.218)
- Iluppaiyurani (18.032)
- Inam Maniyachi (18.258)
- Kumaragiri (13.344)
- Manthithoppu (6.143)
- Mappilaiurani (40.035)
- Milaivittan (45.863)
- Muttayyapuram (32.494)
- Pandavarmangalam (14.954)
- Pudiyamputhur (8.012)
- Sankaraperi (19.844)
- Tittangulam (9.115)
- Veerapandianpattinam (6.015)